# Hesperolinon
Hesperolinon é um género botânico pertencente à família Linaceae.
1. ↑  «Hesperolinon — World Flora Online». www.worldfloraonline.org. Consultado em 19 de agosto de 2020